# Gemminger Hof (Bad Wimpfen)

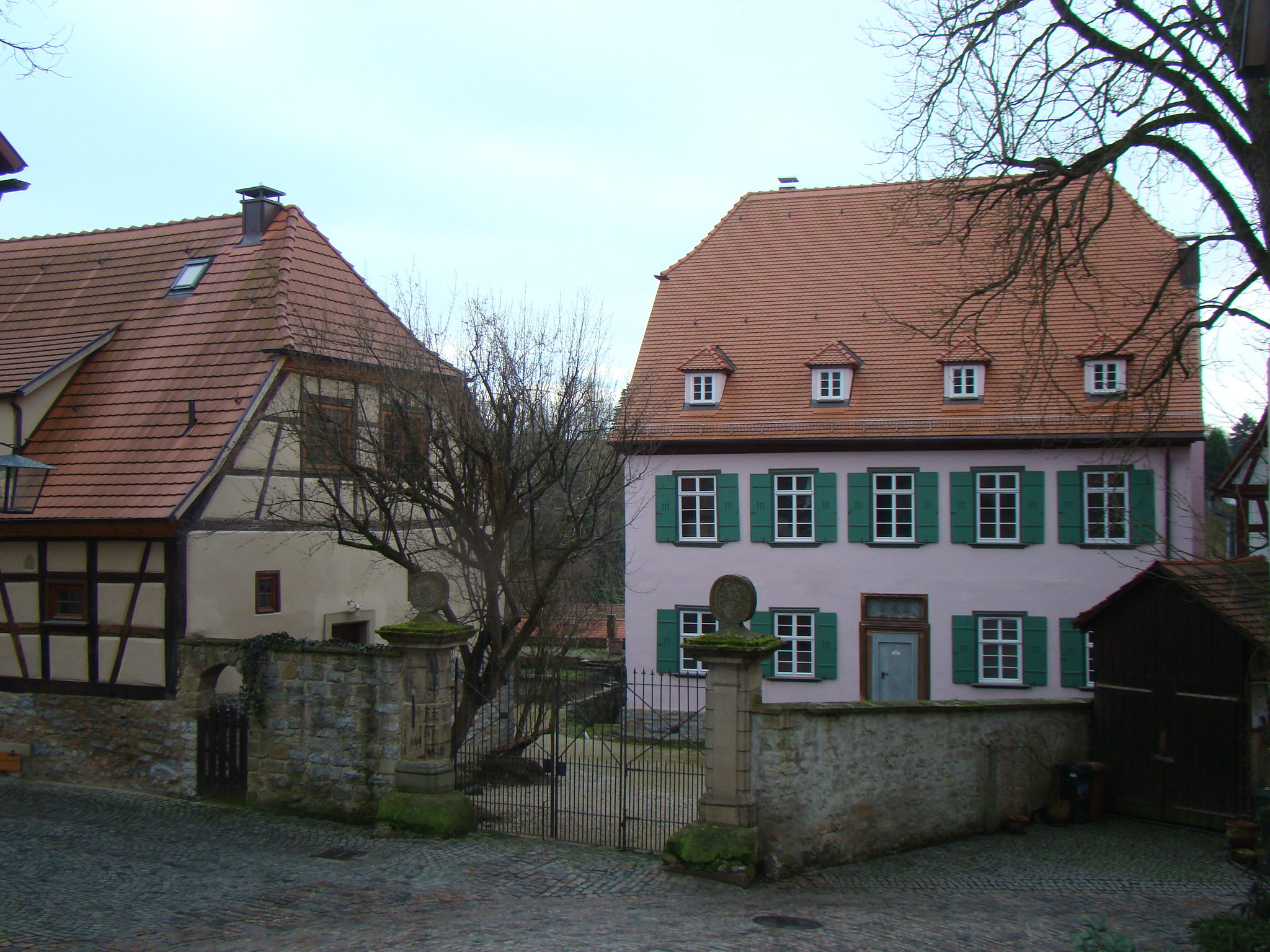
Gemminger Hof in Bad Wimpfen

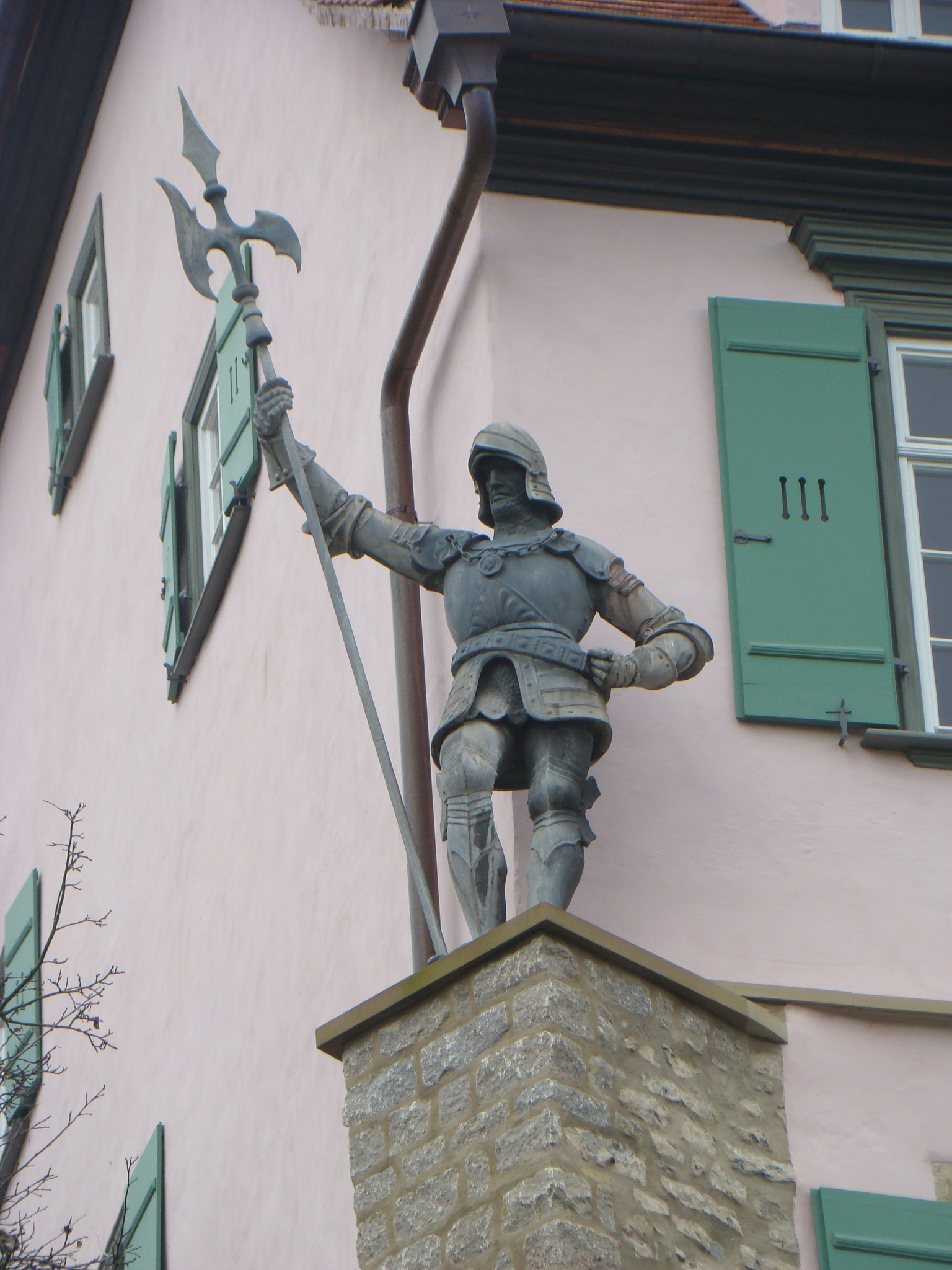
Ritterfigur

Der Gemminger Hof in Bad Wimpfen im Landkreis Heilbronn im nördlichen Baden-Württemberg ist ein historischer Stadthof der Freiherren von Gemmingen.

## Beschreibung
Das Anwesen ist im Wimpfener Burgviertel, also innerhalb der einstigen Fläche der Pfalz Wimpfen gelegen und erstreckt sich dort über die Flurstücke 346, 347, 356 und 359. Das herrschaftliche Gehöft gehört zu den größten Anwesen innerhalb des Burgviertels. Der ummauerte Komplex besteht aus drei Gebäuden und Freiflächen und ist als Sachgesamtheit ein Kulturdenkmal nach § 28 DSchG. Die Hofmauer zum Burgviertel hin weist repräsentative Torpfeiler mit Wappenschildern auf.
Das Hauptgebäude ist ein zweigeschossiges Fachwerkhaus mit massivem verputztem Erdgeschoss und Fachwerkaufbau unter einem Halbwalmdach aus der zweiten Hälfte des 18. Jahrhunderts. Das Gebäude wurde 1856 und zu Beginn des 20. Jahrhunderts umgebaut. Zur Hauptstraße hin steht auf einem Sockel an der Südwestecke eine lebensgroße Ritterfigur. In die südliche Traufwand sind Teile der Ummauerung der Pfalz um 1200 eingegangen. 
Dem Hauptgebäude parallel vorgelagert ist eine Fachwerkscheune mit hohem massivem Sockel aus dem 18. Jahrhundert unter Halbwalmdach, deren Obergeschoss im späten 20. Jahrhundert zu Wohnzwecken ausgebaut wurde. Nach Osten schließt sich dazu rechtwinklig ein eingeschossiges Wohnstallhaus ebenfalls aus dem 18. Jahrhundert an, das später verlängert wurde und ein Satteldach trägt. 
Zum Anwesen gehören neben den Gebäuden ein ummauerter Gemüsegarten (Flurstück 356) sowie ehemalige Weinberge (Flurstücke 346 und 347) zur Hauptstraße hin. 